# Сорокотязька сільська рада (Жашківський район)
Сорокотя́зька сільська́ ра́да — адміністративно-територіальна одиниця та орган місцевого самоврядування в Жашківському районі Черкаської області. Адміністративний центр — село Сорокотяга.

## Загальні відомості
- Населення ради: 989 осіб (станом на 2001 рік)

## Населені пункти
Сільській раді підпорядковані населені пункти:
- с. Сорокотяга

## Склад ради
Рада складається з 12 депутатів та голови.
- Голова ради: Вікторук Таїсія Петрівна
- Секретар ради: Ковальчук Тетяна Павлівна

### Керівний склад попередніх скликань
| Прізвище, ім'я, по батькові | Основні відомості                                                 | Дата обрання | Дата звільнення |
| --------------------------- | ----------------------------------------------------------------- | ------------ | --------------- |
| Батурін Олег Васильович     | Сільський голова, 1964 року народження, безпартійний              | 26.03.2006   | 31.10.2010      |
| Вікторук Таїсія Петрівна    | Сільський голова, 1959 року народження, освіта вища, позапартійна | 31.10.2010   |                 |

Примітка: таблиця складена за даними сайту Верховної Ради України

### Депутати
За результатами місцевих виборів 2010 року депутатами ради стали:

#### За суб'єктами висування
| Суб'єкт висування               | Кількість обраних депутатів | %    |
| ------------------------------- | --------------------------- | ---- |
| Самовисування                   | 6                           | 50   |
| Партія регіонів                 | 5                           | 41,7 |
| Політична партія «Наша Україна» | 1                           | 8,3  |

#### За округами
| № округу                        | Прізвище, ім'я, по батькові    | Дата визнання обраним | Освіта             | Партійна приналежність             | Відомості про обраного депутата |
| ------------------------------- | ------------------------------ | --------------------- | ------------------ | ---------------------------------- | ------------------------------- |
| Партія регіонів                 |                                |                       |                    |                                    |                                 |
| 1                               | Бровченко Анатолій Миколайович | 03.11.2010            | середня            | позапартійний                      | тимчасово не працює             |
| 2                               | Маринкевич Ніна Олексіївна     | 03.11.2010            | середня спеціальна | позапартійна                       | дитсадок, вихователька          |
| 4                               | Добровольський Юрій Павлович   | 03.11.2010            | середня спеціальна | позапартійний                      | тимчасово не працює             |
| 11                              | Михайленко Любов Степанівна    | 02.11.2010            | середня спеціальна | позапартійна                       | магазин, продавець              |
| 12                              | Маринкевич Сергій Степанович   | 03.11.2010            | середня            | позапартійний                      | ТОВ «Оберіг», слюсар            |
| Політична партія «Наша Україна» |                                |                       |                    |                                    |                                 |
| 3                               | Ковальчук Тетяна Павлівна      | 03.11.2010            | вища               | позапартійна                       | тимчасово не працює             |
| Самовисування                   |                                |                       |                    |                                    |                                 |
| 5                               | Пригодюк Степан Сергійович     | 03.11.2010            | середня            | позапартійний                      | БудинокКультури, директор       |
| 6                               | Починок Людмила Михайлівна     | 03.11.2010            | середня спеціальна | позапартійна                       | ЦРЛ, медсестра                  |
| 7                               | Бак Тетяна Петрівна            | 03.11.2010            | середня спеціальна | позапартійна                       | Сільська рада, бухгалтер        |
| 8                               | Білоус Василь Петрович         | 03.11.2010            | середня спеціальна | позапартійний                      | ТОВ «Оберіг-Інвест», комірник   |
| 9                               | Маринкевич Марія Григорівна    | 03.11.2010            | вища               | член Соціалістичної партії України | школа, вчитель                  |
| 10                              | Рекротюк Ольга Іванівна        | 03.11.2010            | вища               | позапартійна                       | Сільська рада, секретар         |